# Полтавка (Курманський район)
Полта́вка (крим. Poltavka, до 1968 — Новопокровка) — село Курманського району Автономної Республіки Крим.